# Titaguas (kommunhuvudort)
Titaguas är en kommunhuvudort i Spanien.   Den ligger i provinsen Província de València och regionen Valencia, i den östra delen av landet, 230 km öster om huvudstaden Madrid. Titaguas ligger 838 meter över havet och antalet invånare är 544.
Terrängen runt Titaguas är kuperad. Runt Titaguas är det glesbefolkat, med 8 invånare per kvadratkilometer. Närmaste större samhälle är Chelva, 15,0 km sydost om Titaguas. 